# كهوف مونتي كاستيلو
تحتوي كهوف مونتي كاستيلو، الواقعة في بلدة بوينتي فيسغو في كانتابريا، على أحد أهم مواقع العصر الحجري القديم في المنطقة. يقع مجمع الكهوف الكارستية على منحدرات مونتي كاستيلو، تل جنوب بوينتي فيسجو، بارتفاع 354 م. وهو يتضمن أربعة من أصل ثمانية عشر الكهوف على النحو الوارد في التراث العالمي لليونسكو منذ يوليو 2008 تحت عنوان كهف التاميرا والعصر الحجري القديم كهف الفن في شمال إسبانيا : كاستيو، لاس Chimeneas، و لا باسيغاو لاس Monedas. بالإضافة إلى ذلك، يضم المجمع كهفًا خامسًا صغيرًا، La Flecha. تقع الكهوف على طول نهر باس في جبل كاستيلو، مباشرة عند تقاطع ثلاثة وديان وبالقرب من الساحل.
يحتوي كهف كاستيلو على زخارف من المغرة الحمراء على شكل استنسل يدوي يعود تاريخه إلى حوالي 35000. تم تأريخ قرص أحمر واحد في كاستيلو إلى ما قبل 40،000 عام في دراسة عام 2012، مما يجعله أقدم زخرفة كهفية مؤرخة. تم اكتشاف كهف كاستيلو في عام 1903 من قبل Hermilio Alcalde del Río. استكشفه وحفره لأول مرة هوغو أوبرماير.
اكتشف كهف لاس مونيداس في عام 1952. واستكشفه إدواردو ريبول بيريلو –  سمي الكهف على اسم عدد من العملات المعدنية التي تعود إلى القرن السادس عشر والتي عثر عليها بالداخل. اللوحات الموجودة في هذا الكهف تعود إلى العصر المجدلي، منذ حوالي 13000 عام، وهي تصور الخيول والماعز والدببة وثور البيسون والرنة.

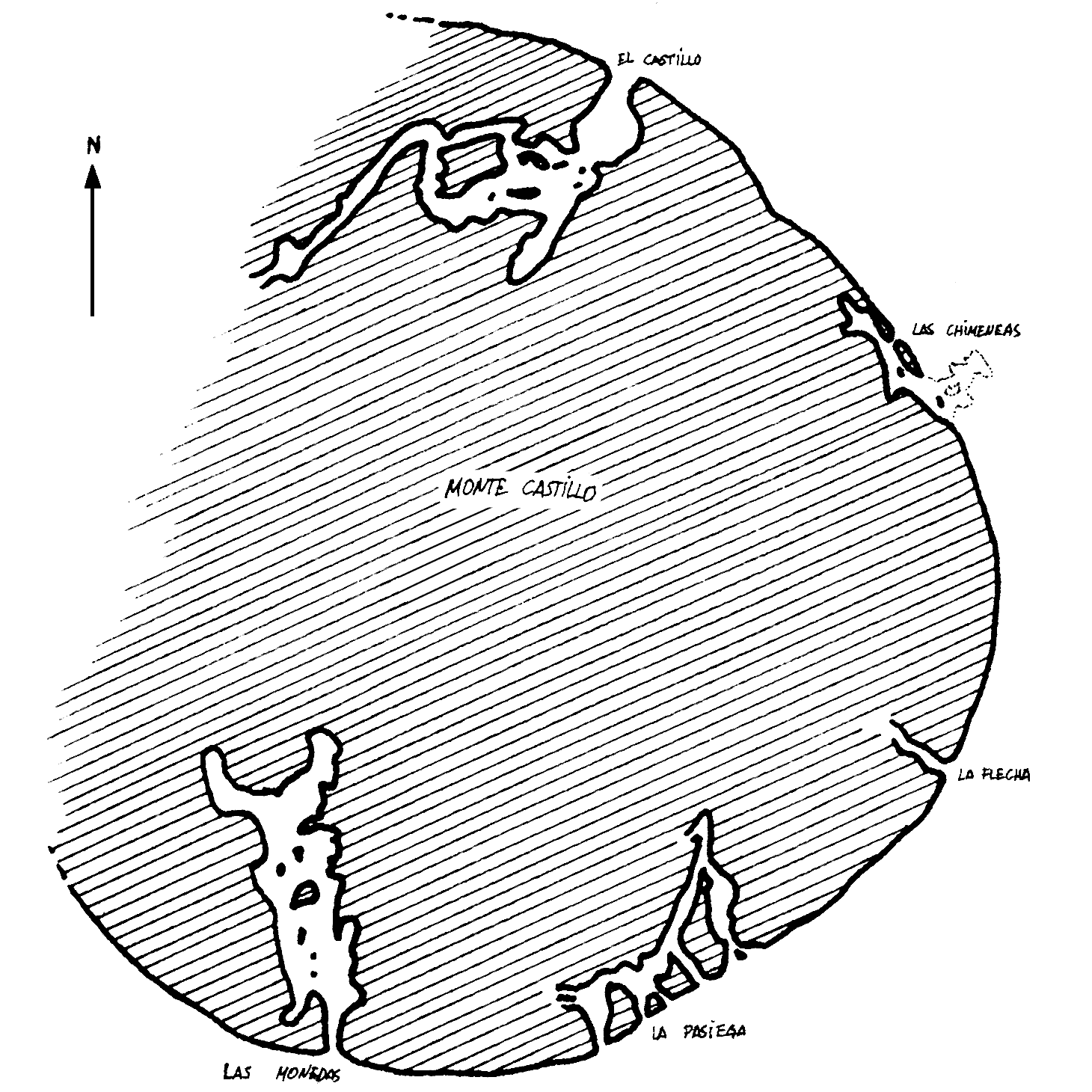
خريطة موقع الكهوف في مونتي كاستيلو.